# Иллюзия глубины понимания
Иллюзия глубины понимания (англ. illusion of explanatory depth; IOED) — это когнитивное искажение, при котором люди считают, что они лучше понимают тему, чем это есть на самом деле.

## Оригинальный эксперимент
Термин «Иллюзия объяснительной глубины» был введён в обращение исследователями из Йельского университета Леонидом Розенблитом и Фрэнком Кейлом в 2002 году.
В эксперименте, проведенном с 16 студентами Йельского университета, их попросили оценить свое понимание устройств и простых предметов. Затем их попросили составить подробное объяснение того, как эти предметы работают, после чего они повторно оценивали свое понимание этого предмета. Респонденты оценивали своё понимание устройств или предметов ниже после составления таких объяснений. Розенблит и Кейл пришли к выводу, что именно необходимость объяснить основные концепции или механизмы сталкивает людей с осознанием того, что они могут не понимать предмет настолько хорошо, как они считают.

## Суть когнитивного искажения
Этот эффект был подтверждён только в одном типе знаний, называемом «объяснительным знанием», в данном случае определённым как «знание, которое включает в себя сложные причинно-следственные закономерности». Этот эффект не наблюдался в процедурном, повествовательном или фактическом (описательном) знании.
Также было подтверждено существование иллюзии глубины понимания повседневных механических и электрических устройств (напр. велосипедов), а также психических расстройствах, природных явлений и политики, при этом наиболее изученным эффектом иллюзии глубины понимания в политике является политическая поляризация.
От эффекта Даннинга — Крюгера иллюзия глубины понимания отличается предметом изучения: объяснительное знание, а не способности или навыки. Некоторые доказательства указывают на то, что эффекты данного искажения менее значимы у экспертов в предметной области, но влияет оно почти на всех, в отличие от эффекта Даннинга — Крюгера, который обычно применяют только к лицам с низкой или умеренной компетентностью. Иллюзия глубины понимания более значима для исторических знаний в случаях, когда знание о теме воспринимается как социально желательное.
Другое определение иллюзии глубины понимания гласит: «мы ошибочно принимаем нашу осведомлённость о ситуации за понимание того, как она работает».

## Стратегии преодоления
Считается, что влияние иллюзии глубины понимания, особенно в политике, можно снизить, предлагая людям объяснить тему, а не только просить предоставить причины своих убеждений.
Важными являются и конкретные способы, которыми людей просят объяснить тему, так как они могут привести к обратному эффекту. Это было выявлено в исследованиях, которые показали, что просьбы людей «обосновать свою позицию» (англ. justify their position), приводят к тому, что их убеждения становятся более крайними. Спрашивая о «причинах» (англ. reasons) — можно подтолкнуть людей к укреплению своих убеждений, принудив выборочно думать о поддержке своей позиции. В то же время, просьба «объяснить» (англ. explain) может заставить их столкнуться с их недостатком знаний.